# Louise Vallance
Stephanie Louise Vallance, dite Louise Vallance ou Stevie Vallance, est une actrice canadienne, née le 8 septembre 1966  à Montréal.

## Biographie
Originaire de Montréal, Stephanie Louise Vallance, née à Toronto, a commencé à travailler comme actrice professionnelle à l'âge de onze ans. À cette époque, Alan Lund la découvrit et l'incarna dans le rôle principal "Adele" dans la production musicale du Festival de Charlottetown de Jane Eyre, qui se produisit au Centre O'Keefe de Toronto (aujourd'hui le Centre Sony pour les arts de la scène). À l'adolescence, Vallance a fait de nombreuses apparitions à la télévision, notamment des rôles de premier plan sur les chaînes de télévision canadiennes King of Kensington; Chirurgien de police; Le spectacle de Tommy Hunter; Norman Campbell's La merveille de tout; et Un oiseau à la maison, réalisé par Allan King.

## Filmographie
- 1971 : A Bird in the House : Vannessa
- 1979 : The Ropers (série télévisée) : Jenny Ballinger (1980)
- 1982 : Falcon's Gold (TV) : Tracy Falcon
- 1985 : Les Bisounours (The Care Bears) (série télévisée) : Proud Heart Cat (voix)
- 1985 : Brigade de nuit (Night Heat) (série télévisée) : Det. Stephanie Stevie Brody (1985-1986)
- 1983 : Inspecteur Gadget (Inspector Gadget) (série télévisée) : Additional Voices (1985-1986) (voix)
- 1986 : Les Popples (série télévisée) : Party / Punkity / Prize / Puffball (voix)
- 1986 : Young Again (TV)
- 1986 : The Real Ghost Busters (série télévisée) : Additional Voices (voix)
- 1986 : Zoobilee Zoo (série télévisée) : Whazzat Kangaroo
- 1987 : Lady Lovelylocks and the Pixietails (série télévisée) : Duchess Ravenwaves / Lady Curleycrown (voix)
- 1987 : The New Archies (série télévisée) : Additional Voices (voix)
- 1987 : Les Dinos de l'espace (Dinosaucers) (série télévisée) : Princess Dei (Dei Hime) (voix)
- 1987 : Trois Hommes et un bébé (Three Men and a Baby) : Sally
- 1986 : Denis la Malice (Dennis the Menace) (série télévisée) : Alice Mitchell (1987-1988) (voix)
- 1988 : Family Reunion : Goldie
- 1988 : Shades of Love: The Man Who Guards the Greenhouse (TV) : Denise
- 1988 : Sauver un enfant de l'enfer (The Child Saver) (TV) : Julie
- 1991 : Nilus the Sandman (série télévisée) : Additional Voices (voix)
- 1991 : Hammerman (série télévisée) (voix)
- 1992 : Super Dave: Daredevil for Hire (en) (série télévisée) : Various (voix)
- 1993 : The Adventures of Sonic the Hedgehog (série télévisée) : Additional Voices (voix)
- 1993 : Hurricanes (série télévisée) (voix)
- 1993 : Madeline (série télévisée) : Miss Clavel / Genevieve (voix)
- 1993 : Pour l'amour de Jessica (Whose Child Is This? The War for Baby Jessica) (TV)
- 1993 : The Only Way Out (TV) : Geri
- 1994 : Leo the Lion : Voice
- 1994 : Conan and the Young Warriors (série télévisée) : Additional Voices (voix)
- 1994 : Thumbelina (voix)
- 1994 : ReBoot (série télévisée) : Mouse (voix)
- 1995 : The New Adventures of Madeline (série télévisée) : Miss Clavel, Genevieve
- 1995 : Ernest le champion (Slam Dunk Ernest) (vidéo) : Miss Erma Terradiddle
- 1995 : Gadget Boy and Heather (série télévisée) : Spydra (voix)
- 1995 : Mega Man (série télévisée) : Additional Voices (voix)
- 1995 : Youbi, le petit pingouin (The Pebble and the Penguin) : Priscilla / Chinstrap (voix)
- 1995 : Action Man (série télévisée) : Additional Voices (voix)
- 1996 : Stone Protectors (série télévisée) : Additional Voices (voix)
- 1996 : Meurtres sur l'Iditarod (Murder on the Iditarod Trail) (TV)
- 1997 : Mummies Alive! (en) (série télévisée) : Additional Voices (voix)
- 1997 : The Wacky World of Tex Avery (série télévisée) : Additional Voices (voix)
- 1997 : Donkey Kong Country (série télévisée) : Additional Voices (voix)
- 1997 : Chaleur meurtrière (Ed McBain's 87th Precinct: Heatwave) (TV) : Margaret Grayson
- 1997 : Extrêmes Dinosaures (Extreme Dinosaurs) (série télévisée) : Chedra (voix)
- 1998 : Gadget Boy's Adventures In History (série télévisée) : Spydra (voix)
- 1998 : Mummies Alive! The Legend Begins (en) (vidéo) : Additional Voices (voix)
- 1998 : Shadow Raiders (série télévisée) : Prince Pyros (voix)
- 1999 : Madeline: Perdue à Paris (Madeline: Lost in Paris) : Miss Clavel
- 2000 : Cardcaptors: The Movie (vidéo) : Sorceress
- 2001 : ReBoot: Daemon Rising (TV) : Mouse (voix)
- 2001 : ReBoot: My Two Bobs (TV) : Mouse (voix)
- 2004 : Care Bears: Forever Friends (vidéo) : Proud Heart Cat
- 2005 : Care Bears: Big Wish Movie (vidéo) : Share Bear (voix)